# Salsa bernese

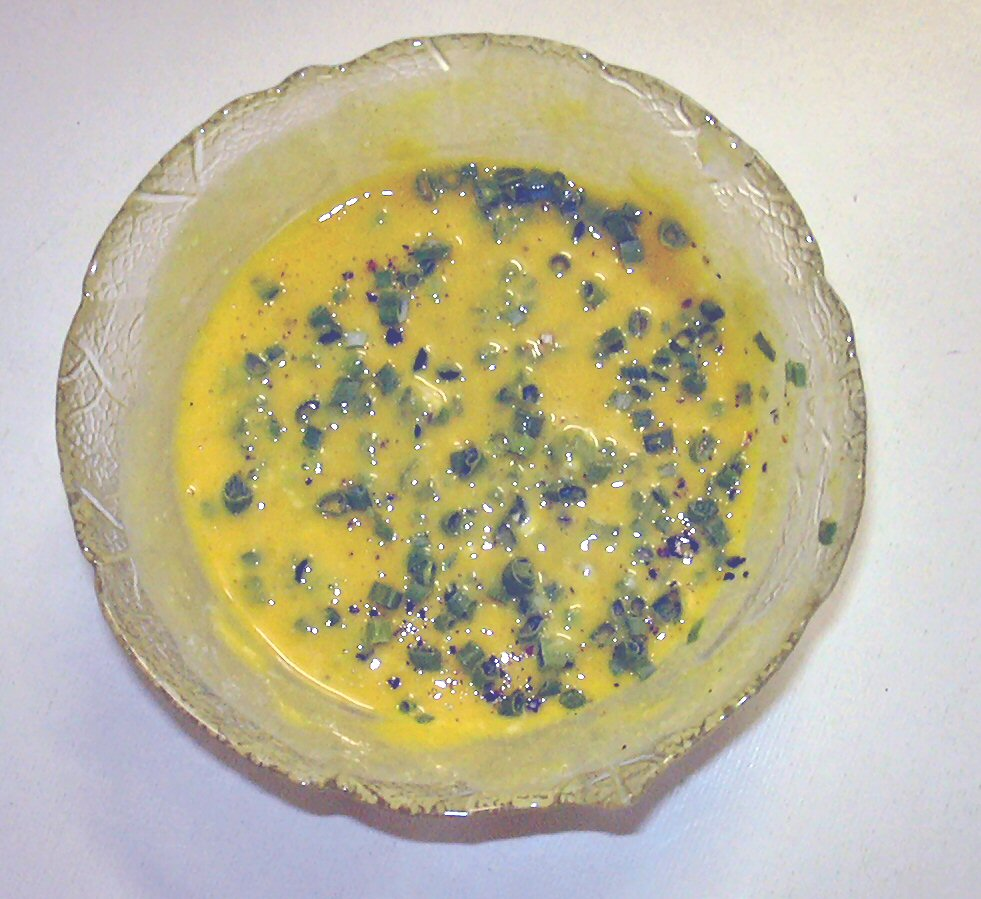
La salsa bernese

La salsa bernese o salsa bearnaise o semplicemente la bernese (in francese sauce béarnaise), è una salsa di condimento di origine francese.

## Caratteristiche
Strettamente imparentata con la salsa olandese (sauce hollandaise) da cui deriva, la salsa bernese è preparata con burro chiarificato, tuorlo d'uovo, scalogno, dragoncello e cerfoglio. Di colore giallo paglierino o opaco, prende una consistenza densa e cremosa.
Si accompagna tradizionalmente con piatti sia di carne che di pesce ai ferri o grigliati.
La salsa bernese è usata nella cucina francese come base per altre salse. Ad esempio, aggiungendo purea di pomodori si ottiene la salsa Choron; se invece si aggiunge il fondo bruno si ottiene la salsa Foyot.
Anche la salsa Rachel deriva dalla bernese aggiungendo purea di pomodori e estratto di carne. Alcune varianti di salsa prevedono l'uso di vino bianco, aceto o altre erbe come il timo.

## Storia
Contrariamente a quanto possa sembrare in italiano, l'aggettivo bernese non si riferisce alla città svizzera di Berna, ma all'antica e storica regione francese del Béarn. A sua volta, la salsa non ha neppure tale origine. La storia infatti racconta che, il 24 agosto 1837, il cuoco Collinet, del ristorante Pavillon Henri IV presso Saint-Germain-en-Laye nella regione dell'Île-de-France, commise un errore nella preparazione di una riduzione di scalogno, che venne invece emulsionata con l'uovo. Alle domande dei clienti riguardo al nome dello sconosciuto condimento, Collinet rispose, ispirandosi al busto di Enrico IV presente in sala, che si trattava della salsa bernese (sauce béarnaise), riferendosi alla zona d'origine del sovrano che dava anche il nome al ristorante (Pavillon Henri IV).